# Falkenthal
Falkenthal ist ein Ortsteil der Gemeinde Löwenberger Land im Norden des Landes Brandenburg.

## Geographie

### Geographische Lage

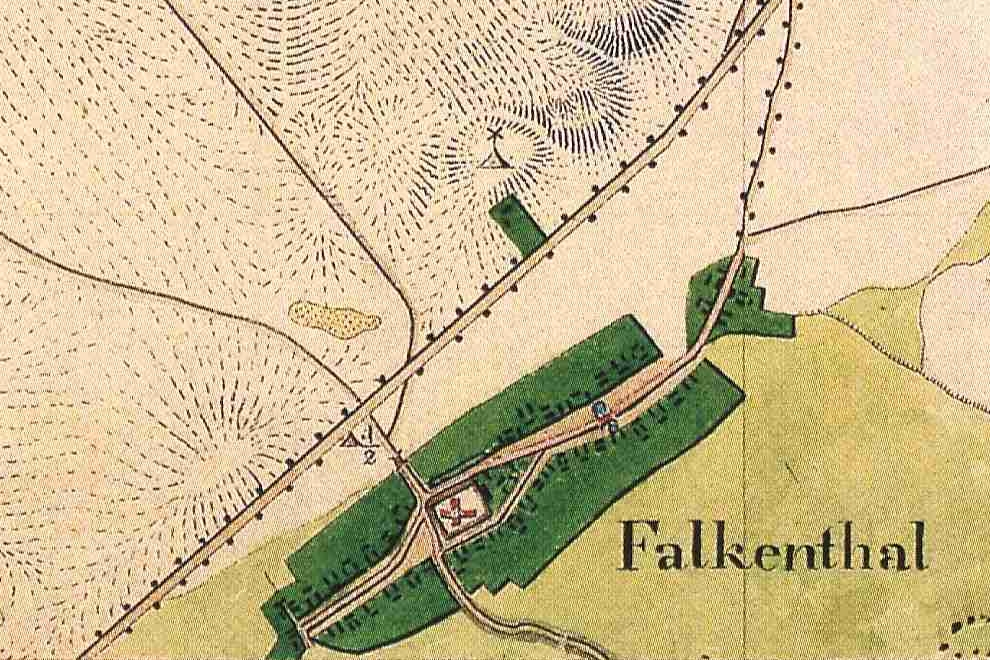
Falkenthal auf einem Messtischblatt der Preußischen Uraufnahme von 1825

Falkenthal ist ein Angerdorf am Übergang des Naturraums der Granseer Platte zur Zehdenick-Spandauer Havelniederung. Der Ortsteil wird von der Bundesstraße 109 und der Bundesstraße 167 durchquert. Zu ihm gehören die Wohnplätze Ausbau Falkenthal und Exin. Nördlich der Ortslage erheben sich die Hohen Berge mit 81 m ü. HN als Hausberge von Falkenthal. Im Nordosten des Ortsteils erstreckt sich das Waldgebiet Exin. Falkenthal grenzt im Norden und Osten an die Stadt Zehdenick, im Osten und Süden an die Stadt Liebenwalde sowie im Süden und Westen an den Ortsteil Liebenberg.

### Eiser Lake
Im Jahre 1299 erwarb die Stadt Zehdenick ihren Stadtwald. Aus dem Kaufvertrag von damals lässt sich der Hinweis auf einen verschwundenen See finden. Er soll etwa am westlichen Rand des heutigen Exin in der Nähe von Falkenthal gelegen haben. Außerdem verlief die damals neu verlegte Stadtgrenze Zehdenicks durch das Gewässer. Heute wird ein sumpfiges Waldstück in demselben Gebiet als Eiser Lake bezeichnet. Der Name weist auf Raseneisenerz hin, das einst dort abgebaut wurde, und außerdem auf das lateinische Wort lacus, das für See steht. Des Weiteren fand man im Zehdenicker Erbregister von 1590 den Eintrag einer Lake beziehungsweise eines Sees namens Eisen. Der Sumpf im Exin verschwand in jüngster Zeit immer mehr durch einen nahegelegenen künstlichen Wassergraben.

## Geschichte

### Mittelalter und Frühe Neuzeit
Die erste urkundliche Erwähnung gehört zu einer Beschreibung des damaligen Grenzverlaufs zwischen dem Gebiet in askanischem Besitz und dem benachbarten Land Löwenberg und stammt aus dem Oktober des Jahres 1270. 1250 entstand in Zehdenick ein Nonnenkloster der Zisterzienser, zu dessen Pfarrdörfern später Falkenthal hinzukam. Im Mittelalter war Falkenthal ein wichtiger Verkehrsknotenpunkt. Eine Straße verlief in Richtung Osten über Liebenwalde, Eberswalde und weiter bis zur Oder, beziehungsweise über Bernau nach Berlin. Eine Straße, die nach Südwesten führte, verlief über den Ortsteil Nassenheide und durch Oranienburg nach Berlin. Die dritte Straße führte in nordöstlicher Richtung über Zehdenick, Templin und Prenzlau weiter nach Pommern. Eine bedeutende Route nach Norden beziehungsweise Nordwesten ging über Bergsdorf, Gransee und Fürstenberg/Havel.
Das Christentum wurde in der Gegend durch die Prämonstratenser verbreitet. Die heutige Kirche Falkenthal wurde im 14. Jahrhundert erbaut. Im späten 15. Jahrhundert wurde Falkenthal zu einem der Pfarrdörfer des Zehdenicker Klosters. Seit 1558 bis heute dienen Küster Generation für Generation der Kirche und dem Dorf.  1559 nahm der erste Hegemeister die Arbeit auf. Ab 1590 wurde in Falkenthal Bier gebraut, was zu jener Zeit in der Gegend meist nur in Städten stattfand. Der erste namentlich erwähnte Förster trat 1672 in den Dienst. Am 19. Mai 1741 zerstörte ein Feuer die Gebäude mehrerer Grundstücke und tötete einen Unbekannten. 1794 brannte das Pfarrhaus, wobei wichtige Dokumente zur Orts- und Familiengeschichte vernichtet wurden.

### Neuere Geschichte
Zu Beginn des 19. Jahrhunderts wurde Falkenthal mit mehreren tragischen Ereignissen konfrontiert: Im Sommer 1805 regnete es ungewöhnlich viel. Dadurch wurden die Wiesen und Weiden regelrecht überschwemmt. Es mangelte folglich an Heu und das Vieh erkrankte. Ab 1806 wurde das Dorf mehrfach von französischen Soldaten geplündert. Durch ein Feuer am 30. Mai 1807 verloren 31 Familien ihr Obdach. Im selben Jahr wurde ein Schulhaus gebaut.
1816/18 kam Falkenthal vom Uckermärkischen Kreis der Mark Brandenburg an den neuen Kreis Templin der Provinz Brandenburg.
Erst 1857 entstand das bis heute erhaltene, anfangs als Fachwerkbau errichtete Schulgebäude in der Nähe der Kirche. 1841 wurde der neue Friedhof an der Straße Richtung Bergsdorf angelegt. 1861 bestand Falkenthal unter anderem aus 89 Wohnhäusern und 143 Wirtschaftsgebäuden. Neben der Schmiede und dem Nebenzollamt gab es zu dieser Zeit 4 Kaufleute, 2 Krämer, 2 Gasthöfe, 5 Leineweber, 2 Bockwindmühlen, 1 Fleischer, 4 Maurer, 6 Zimmerleute, 1 Stellmacher, 2 Schuhmacher, 4 Schneidermeister und 2 Tischlermeister. 1888 erfolgten Umbaumaßnahmen an der Schule.
Am 12. Dezember 1912 wurde die Freiwillige Feuerwehr gegründet.

### Moderne
Auch Falkenthal hat Opfer des Ersten und des Zweiten Weltkrieges zu beklagen. Im Jahr 1953, reichliche Jahre nach Ende des Zweiten Weltkrieges, wurden die Bauern, die mehr als 20 Hektar Land besaßen, gezwungen ihre Abgaben zu erhöhen. Um drohenden Geld- und Gefängnisstrafen zu entgehen, gaben 18 Bauern auf und verließen ihre Heimat. Die verlassenen Äcker wurden in eine Landwirtschaftliche Produktionsgenossenschaft (LPG) zusammengefasst und bewirtschaftet. Nach dem 17. Juni wurde den geflüchteten Bauern das Angebot gemacht, auf ihre Höfe zurückzukehren. Davon machten einige Bauern Gebrauch.
Seit der Verwaltungsreform von 1952 gehörte Falkenthal zum Kreis Gransee des Bezirks Potsdam.
1968 wurde ein zweites Schulgebäude errichtet. Damit kamen drei Klassenräume und zwei Lehrerwohnungen hinzu. In denselben Jahren begann die Arbeit an der Jungrinderanlage. 1970 war der Bau abgeschlossen, 5000 Jungrinder wurden eingestallt. Die Baracken der Bauarbeiter hatte man an der Zehdenicker Straße aufgebaut. Die Kommune kaufte die Baracken auf, um daraus das neue Dorfzentrum zu machen. Ab sofort waren in den flachen Gebäuden die Gemeindeverwaltung, Kinderkrippe, Kindergarten, Schwesternstation, Post, sowie ein Friseur, die Gaststätte und ein Konsum untergebracht.
Von 1992 bis 1997 wurde Falkenthal durch das Amt Löwenberg verwaltet und wurde 1993 Teil des neuen Landkreises Oberhavel. Am 31. Dezember 1997 wurde das Amt Löwenberg aufgelöst und Falkenthal schloss sich mit neun weiteren Gemeinden zur neuen Gemeinde Löwenberger Land zusammen. Falkenthal bildet seitdem einen Ortsteil.
Im Ort gibt es den Fußballverein FC Falkenthaler Füchse 1994 e. V. Die alljährlich stattfindende Falkenthaler Fußballnacht zieht Besucher aus einem relativ großen Umkreis an. Zwischen 2004 und 2005 entstand westlich von Falkenthal ein Windpark.

### Einwohnerentwicklung
Die folgende Tabelle zeigt die Einwohnerentwicklung von Falkenthal zwischen 1875 und 1996 im Gebietsstand des jeweiligen Stichtages:
| Stichtag      | Einwohner | Bemerkungen                         |
| ------------- | --------- | ----------------------------------- |
| 1. Dez. 1875  | 0883      | Volkszählung                        |
| 1. Dez. 1890  | 0946      | Volkszählung                        |
| 1. Dez. 1910  | 0971      | Volkszählung                        |
| 16. Juni 1925 | 0939      | Volkszählung                        |
| 16. Juni 1933 | 0919      | Volkszählung                        |
| 17. Mai 1939  | 0852      | Volkszählung                        |
| 29. Okt. 1946 | 1218      | Volkszählung                        |
| 31. Aug. 1950 | 1193      | Volkszählung                        |
| 31. Dez. 1964 | 0893      | Volkszählung                        |
| 1. Jan. 1971  | 0852      | Volkszählung                        |
| 31. Dez. 1981 | 0745      | Volkszählung                        |
| 3. Okt. 1990  | 0722      | Tag der Deutschen Einheit           |
| 31. Dez. 1996 | 0707      | letzter Stichtag vor Gemeindefusion |